# FC Gossau
O FC Gossau é um clube de futebol com sede em Gossau, Suíça. A equipe compete na Swiss 1. Liga.

## História
O clube foi fundado em 1906.